# Edouard Elzingre

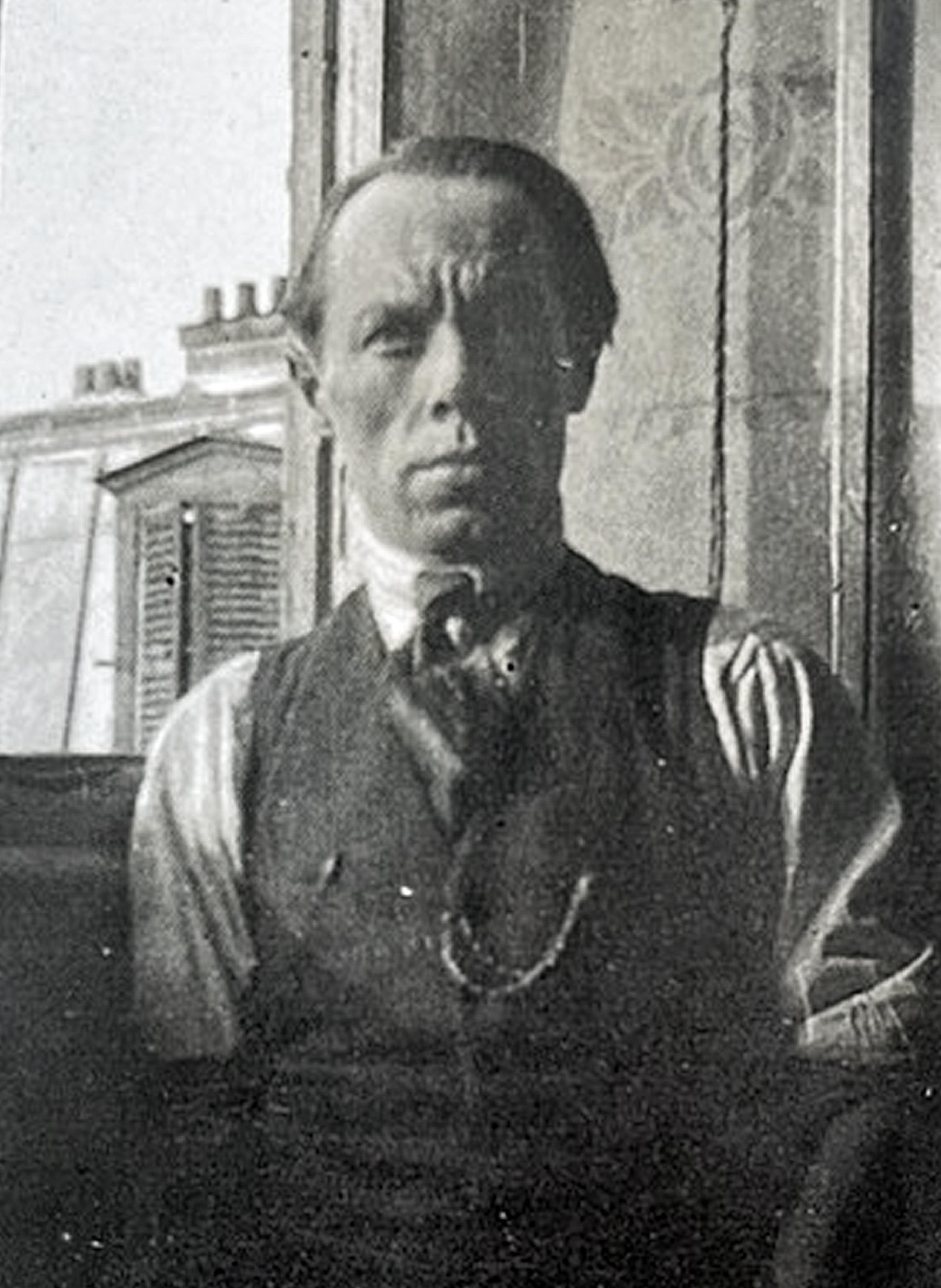
Edouard Elzingre, ca. 1925 in seinem Atelier an der Rue des Eaux-Vives in Genf.

Edouard Elzingre (* 2. Juli 1880 in Neuenburg; † 4. Juli 1966 in Genf) war ein Schweizer Illustrator, Grafiker, Plakatkünstler und Maler.

## Leben und Werk
Edouard Elzingre besuchte von 1895 bis 1899 die École d’arts appliqués à l’industrie in La-Chaux-de-Fonds und war ein Schüler von Charles L’Eplattenier. Anschliessend besuchte er bis 1903 die Académie Julian sowie die Académie des Beaux-Arts in Paris. Dort war er Schüler von Emmanuel Frémiet. 
In Paris lernte er Henri Matisse, Auguste Rodin und andere Avantgardekünstler kennen. Von 1903 bis 1907 war Elzingre als Pressezeichner für verschiedene Zeitungen und Zeitschriften in Paris tätig. Gleichzeitig setzte er seine Arbeit als Illustrator historischer Sachbücher und Romane fort.
Ab 1906 lebte Edouard Elzingre in Genf und arbeitete bei der Druckerei Atar. Für diese fertigte er Illustrationen und Plakate an. 1908 heiratete er Jeanne, geborene Bodart (1887–1946). Zusammen hatten sie vier Töchter. 1915 wurden seine mit historischen Bezügen geschaffenen Aquarelle im Genfer Musée d’art et d’histoire ausgestellt. Während der beiden Weltkriege gestaltete Elzingre u. a. die Postkartenserie Le soldat suisse à travers les âges («Der Schweizer Soldat im Laufe der Jahrhunderte»).
Von 1920 bis 1924 lebte die Familie in Paris und Elzingre arbeitete über das dortige Büro von Atar für die Druckerei weiter. 1926 zerstörte ein Brand sein Genfer Atelier und damit die Mehrheit seiner Werke. Neben Tourismus- und Veranstaltungsplakaten schuf Elzingre ab 1930 unter dem Pseudonym «Edel» wenige politische Plakate. 1931 erschien die Sondernummer der L’Art en Suisse («Die Kunst in der Schweiz») mit 22 Farbillustrationen schweizerischer Trachten. Zudem illustrierte Elzingre mehrere Bücher u. a. zur Genfer Geschichte. 1933 hielt er sich in Algerien auf. 
Edouard Elzingre fand seine letzte Ruhestätte auf dem Cimetière des Rois in Genf. Nach seinem Tod erfolgte eine Retrospektive im Maison Tavel in Genf. 

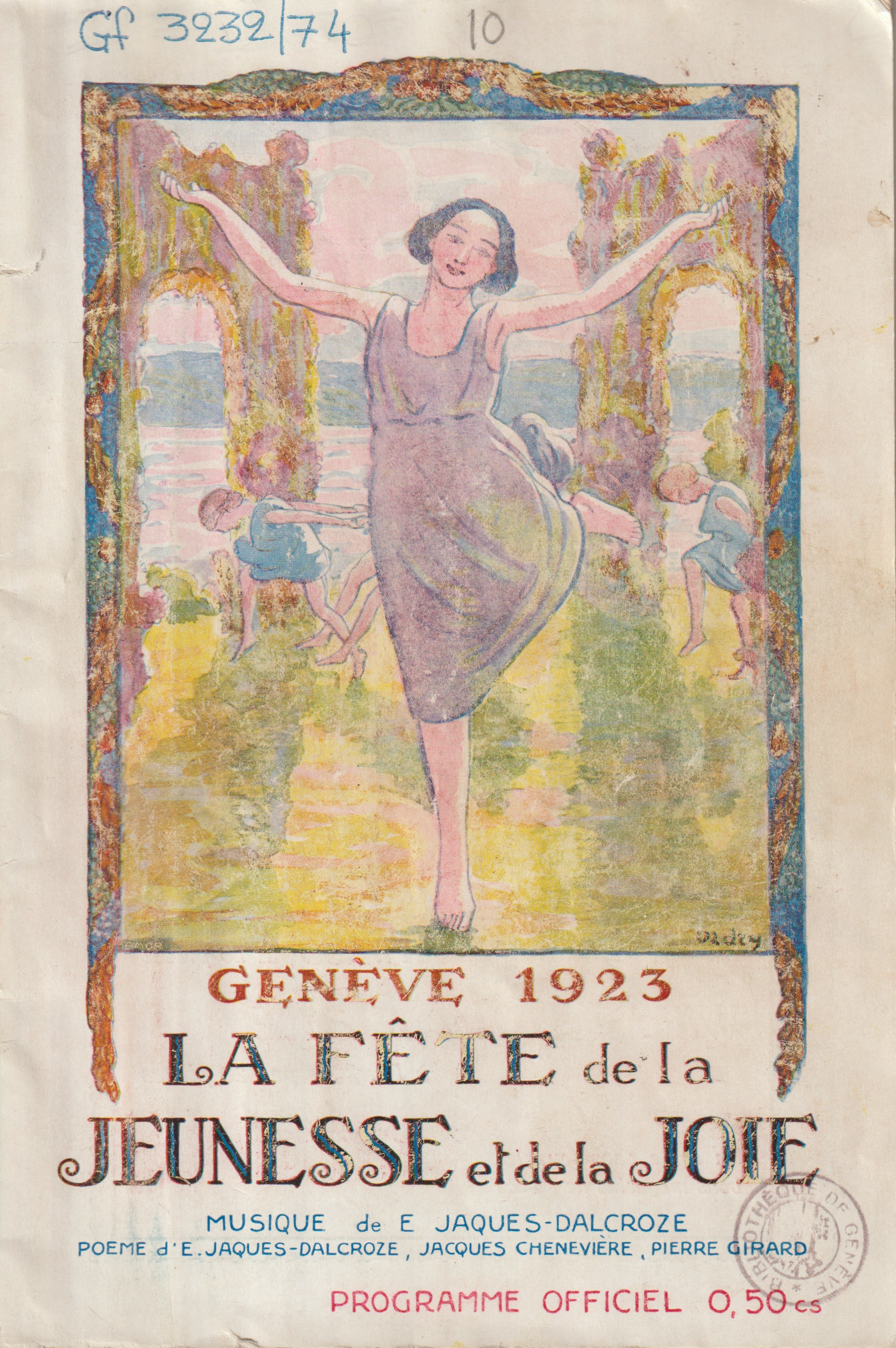
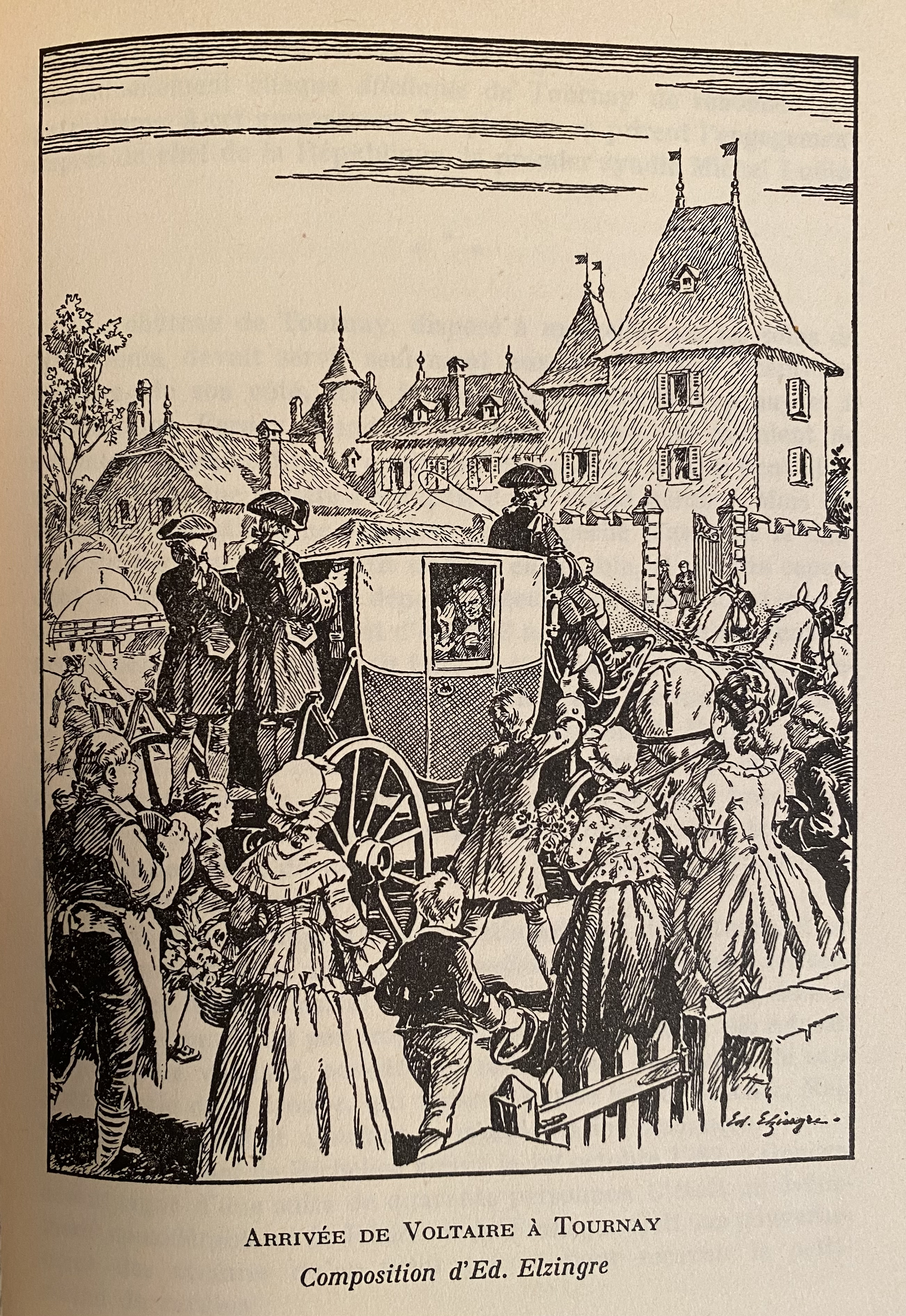